# Colobomatus embiotocae
Colobomatus embiotocae is een eenoogkreeftjessoort uit de familie van de Philichthyidae. De wetenschappelijke naam van de soort is voor het eerst geldig gepubliceerd in 1969 door Nobel, Collard & Wilkes.